# Adelophryne baturitensis
Adelophryne baturitensis là một loài ếch trong họ Leptodactylidae. Chúng là loài đặc hữu của Brasil.
Các môi trường sống tự nhiên của chúng là các khu rừng khô nhiệt đới hoặc cận nhiệt đới, rừng ẩm vùng đất thấp nhiệt đới hoặc cận nhiệt đới, và các đồn điền. Loài này đang bị đe dọa do mất môi trường sống.